# Aggie Beever-Jones
Agnes Beever-Jones, dite Aggie Beever-Jones, née le 27 juillet 2003 à Carshalton, est une footballeuse internationale anglaise, qui joue au poste d'attaquante au Chelsea FC.

## Biographie

### En club
Aggie Beever-Jones commence à jouer au football au poste de gardienne de but avec les garçons, avant de découvrir le poste d'attaquante. Elle réalise son premier essai pour Chelsea à l'âge de huit ou neuf ans, qui se montre non-concluant, avant de réussir à rejoindre le club l'année suivante.
À l'âge de dix-huit ans, elle signe son premier contrat professionnel avec Chelsea. Beever-Jones dispute son premier match avec l'équipe première du club le 27 janvier 2021 face à Aston Villa. Elle est titularisée pour la première fois face aux London City Lionesses en Coupe d'Angleterre le 16 avril 2021.
Le 19 août 2021, elle est prêtée pour une saison à Bristol City en deuxième division. Beever-Jones dispute toutes les rencontres de championnat et se démarque par cinq buts inscrits.
Le 25 août 2022, après avoir prolongé de trois ans son contrat avec Chelsea, elle est prêtée pour une saison à Everton en première division. Le 17 mai 2023, elle reçoit le premier carton rouge de sa carrière pour un tacle qui blesse à la cheville la joueuse d'Arsenal Lia Wälti, contrainte de sortir sur civière.
De retour à Chelsea en 2023, elle inscrit son premier but en championnat d'Angleterre le 22 octobre 2023 face au Brighton & Hove Albion. Cette réalisation est le début d'une série de cinq rencontres consécutives durant lesquelles Beever-Jones inscrit un but. 

### En sélection
Aggie Beever-Jones est internationale depuis la catégorie des moins de 15 ans jusqu'à celle des moins de 23 ans.
En mai 2024, Beever-Jones est convoquée pour la première fois en équipe d'Angleterre pour les matchs de qualification à l'Euro 2025. Elle honore sa première sélection le 12 juillet 2024 face à la république d'Irlande, en remplaçant Lauren Hemp à la 89e minute de jeu. Elle est titularisée pour la première fois le 3 décembre 2024 contre la Suisse en amical.

## Palmarès
- Chelsea FC
  - Vainqueuse du Championnat d'Angleterre en 2021, 2024 et 2025
  - Vainqueuse de la Coupe d'Angleterre en 2021 et 2025